# Михр Али

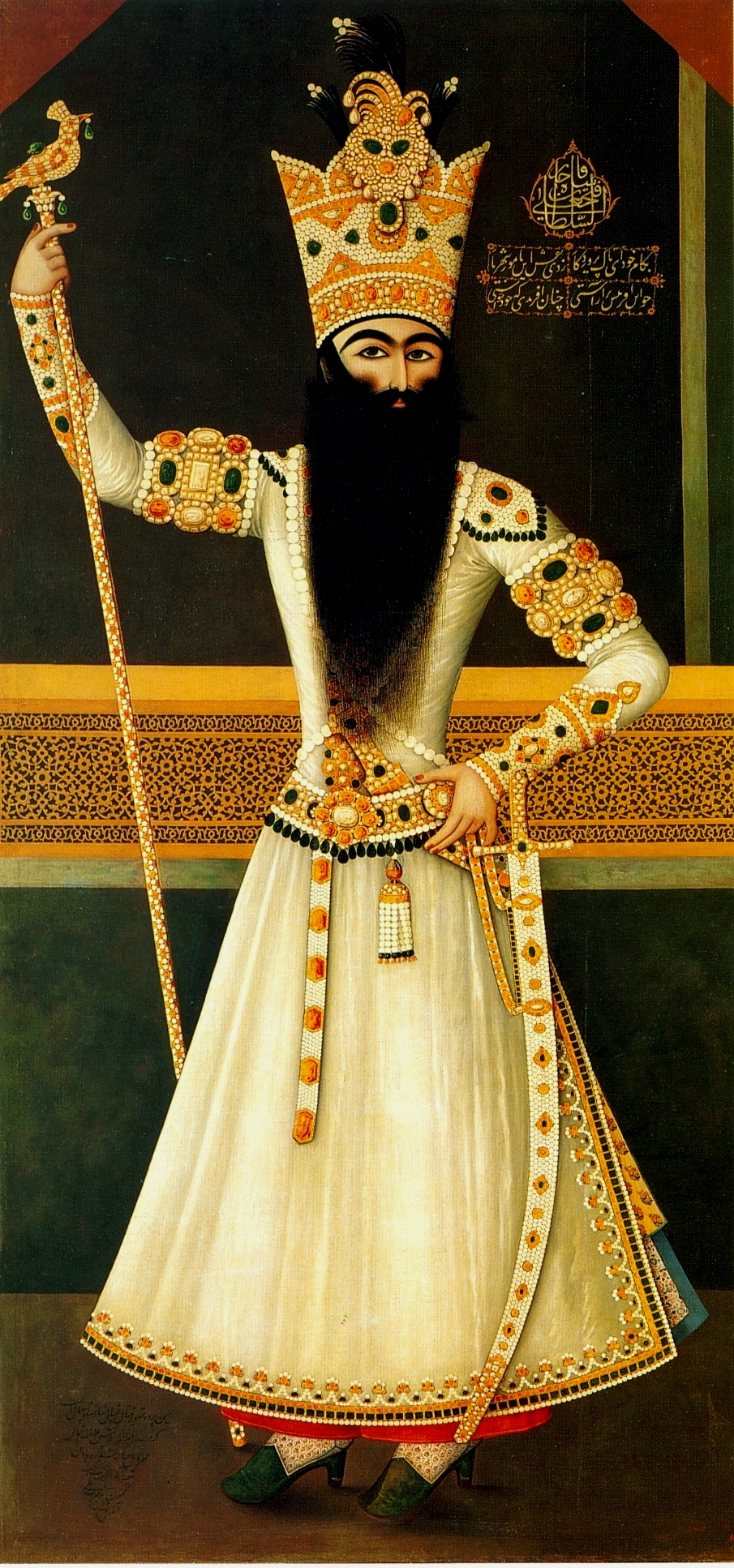
Михр Али. Портрет Фатх Али Шаха. 1809—1810. Эрмитаж, Санкт-Петербург.

Михр Али (работал в 1795—1830 годах) — персидский художник.
Михр Али был придворным художником Фатх Али-шаха (1797—1834) из династии Каджаров. Известный английский специалист по персидской живописи Б. У. Робинсон полагает, что художник стал «наккаш-баши» (то есть главным придворным художником) в 1803 году, сменив на этом посту Мирзу Баба. Самые известные произведения Михр Али — это портреты Фатх Али-шаха; художник создал их, по меньшей мере, десять штук.
При Фатх Али-шахе в персидской живописи воцарился так называемый «каджарский стиль», которому была присуща особая помпезность. Михр Али, как главный придворный художник, был центральной фигурой в утверждении этого стиля. Портреты шаха с их застылой торжественностью, тщательно выписанными украшениями шахских одежд, стремлением передать величие и роскошь шахской персоны являются как бы его центральным стержнем. Несомненно, что этот стиль отражал вкусы главного заказчика — Фатх Али-шаха, который старался всячески подчеркнуть свою необыкновенность, подражая правителям древнеперсидских династий и облачаясь в наряды, усыпанные драгоценностями. Английский резидент Малькольм, допущенный на аудиенцию к шаху, в своих «Персидских зарисовках», вышедших в Лондоне в 1827 году, пишет: «На нём была одежда белого цвета, покрытая драгоценными камнями огромной величины. Шах сидел таким образом, чтобы лучи солнца падали на него. Сверкание камней было настолько ослепительным, что невозможно было различить отдельные детали, которые в сочетании придавали его фигуре такой поразительный блеск».
Манера Михр Али, несмотря на явные попытки подражания европейскому парадному портрету, была не европейской; ей присуще плоскостное изображение одежды, а на лицах отсутствует тональная нюансировка, лишь слегка обозначены тени. Однако с особой тщательностью переданы украшения, которыми покрыта одежда и оружие.
Один из самых ранних портретов Фатх Али-шаха, созданный Михр Али (1798, Калькутта, Мемориальный зал Виктории), на котором он изображен сидящим на ковре, вероятно, был послан в качестве подарка эмиру Синда в 1800 году. Два портрета (1803 и 1804 г.) хранятся в зале «мраморного» трона дворца Гулистан, Тегеран. Ещё один портрет, где шах изображен сидящим на троне, был послан в дар Наполеону Бонапарту во время миссии посла Амеде Жобера в 1806 году, и находится ныне в Лувре, Париж. Два портрета находятся в Эрмитаже, Санкт-Петербург — один в полный рост (1809—1810), другой, где шах сидит на ковре с усыпанной драгоценностями булавой в руке (1813—1814). Такой же портрет, но без булавы в руке, есть в Музее Востока, Москва. Самым лучшим из серии считается портрет Фатх Али-шаха, находящийся ныне в Музее Нигаристан, Тегеран, где он изображен в полный рост (1813 г.).
Английский путешественник Оузли оставил свидетельство, что Михр Али занимался украшением стен нового дворца в Исфахане. Этим большим проектом художник занимался в течение 10—12 лет. На стенах дворца в полный рост были изображены полумифические цари персидской древности — Фаридун, Нуширван, Искандер и т. д., и под каждым портретом стояла подпись художника. Длительное время они считались потерянными, однако в 1980-х годах два из них «Афрасиаб» и «Чингиз хан» появились на аукционе Кристис. В 2007 году на аукционе Кристис за £54,000 был продан ещё один портрет — «Кей Хосров» (179×97,5 см; 1803—1804 гг), а в 2015 году на аукционе Сотбис был представлен, но не нашёл покупателя портрет Джамшида.

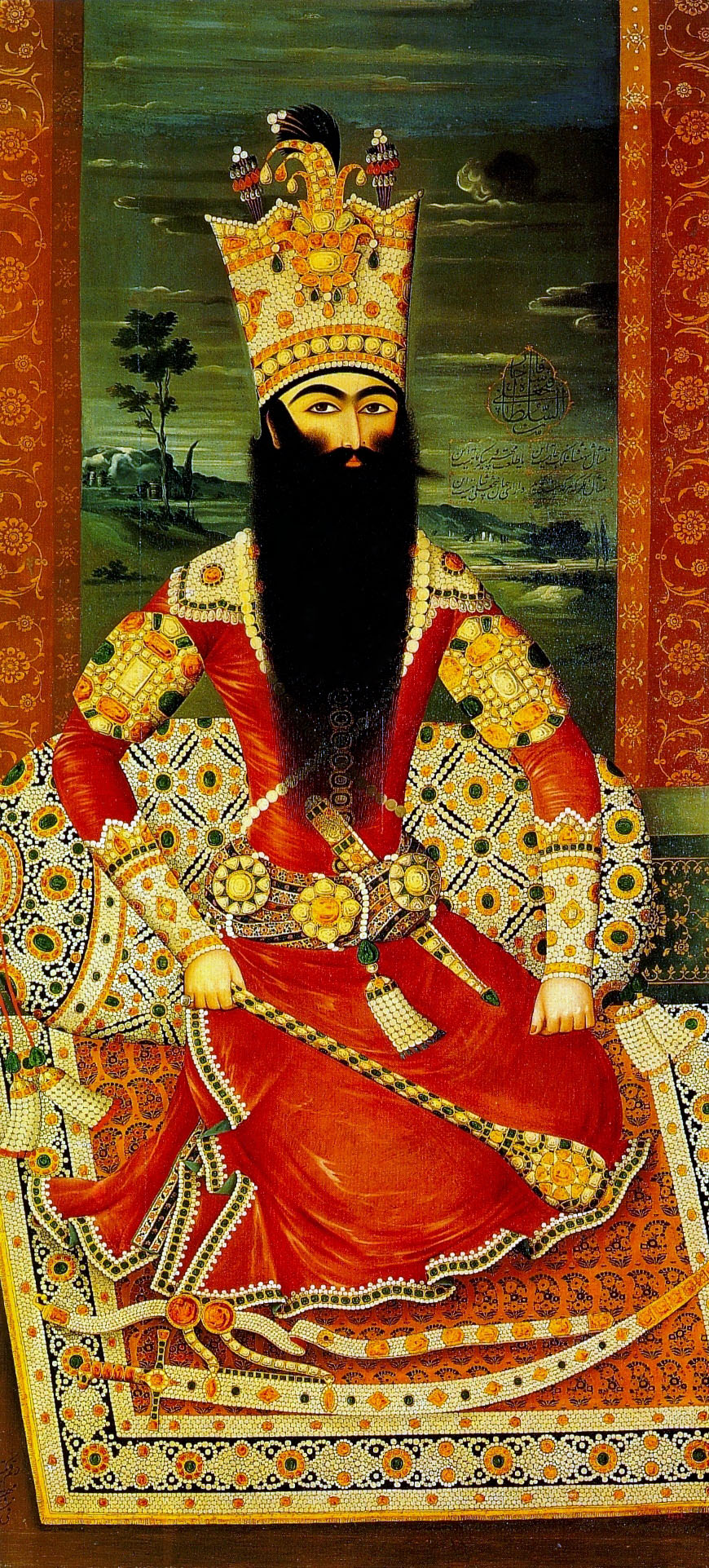
Михр Али. Портрет Фатх-Али-шаха. 1813—1814 гг. Эрмитаж, Санкт-Петербург.
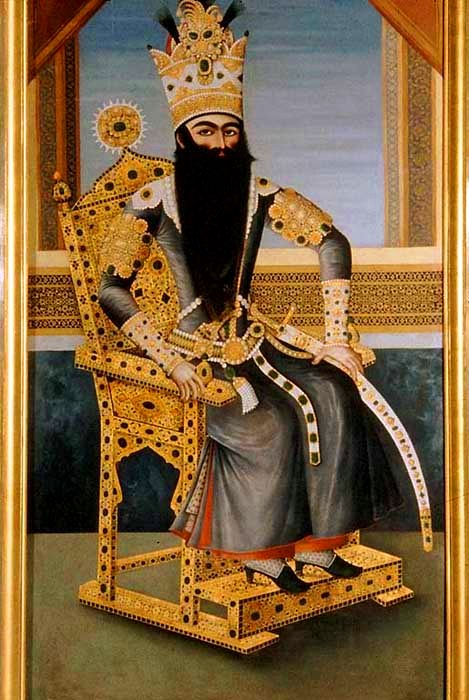
Михр Али. Портрет Фатх Али-шаха. ок. 1806 г. Лувр, Париж.
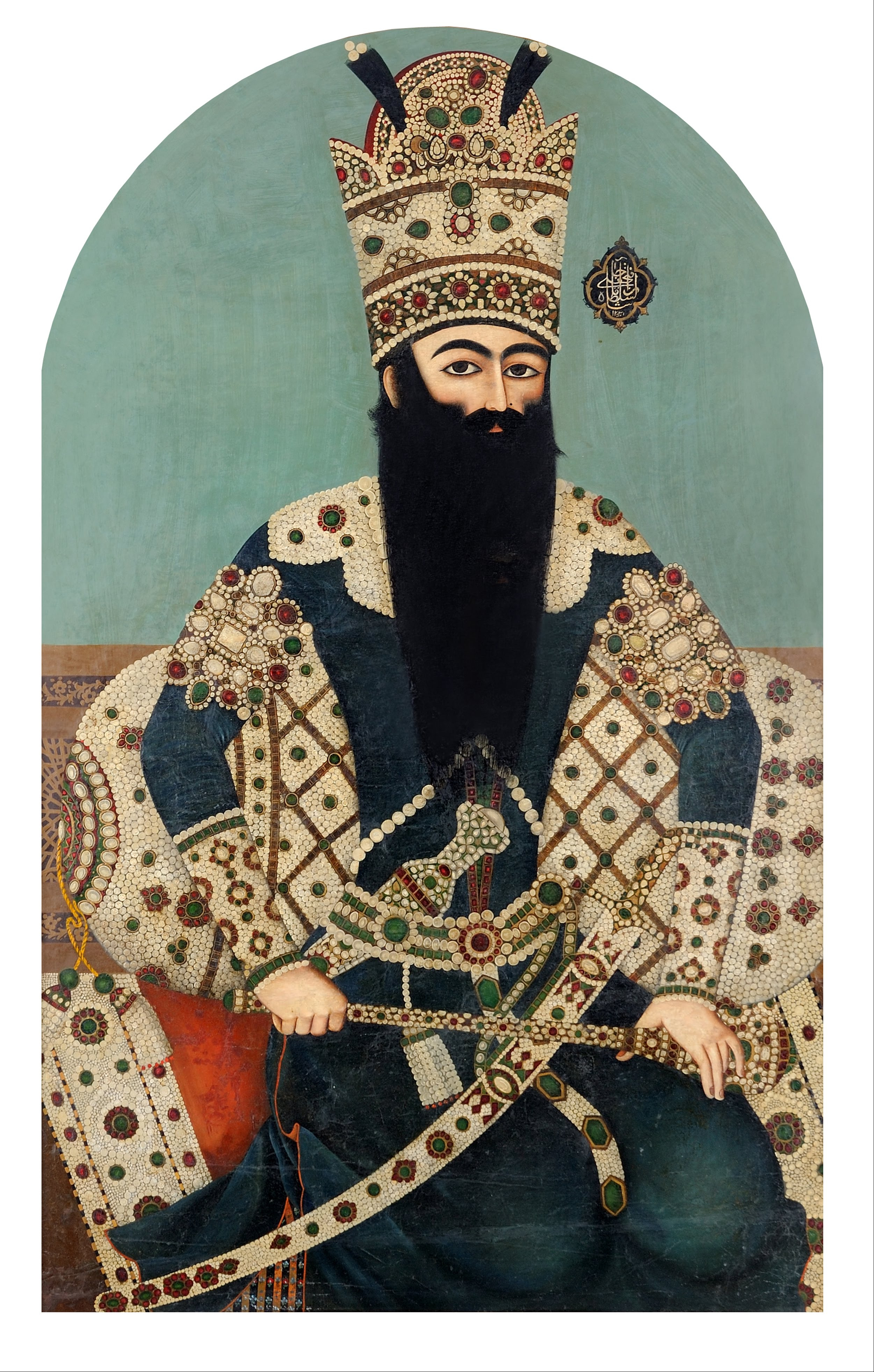
Портрет Фатх Али Шаха. 1816 г., Музей исламского искусства, Доха
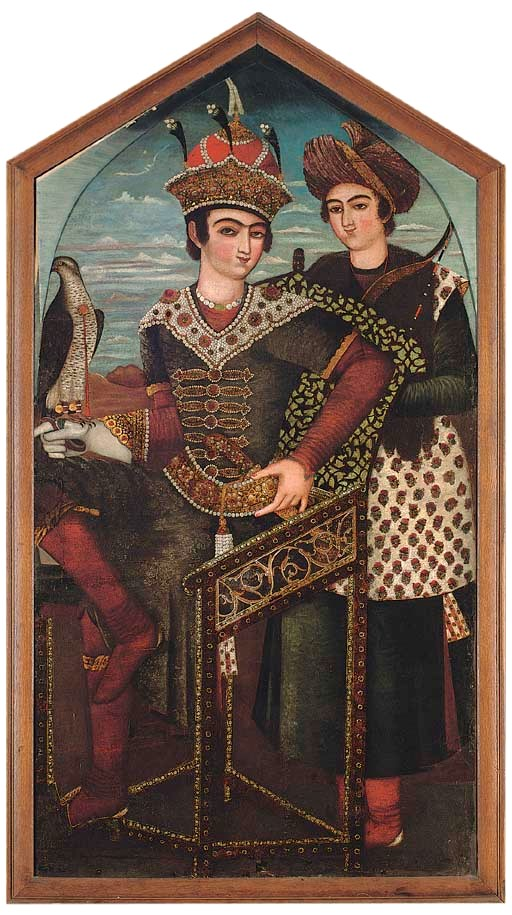
Портрет Кей Хосрова. 1803—1804 гг., Аукцион Кристис.
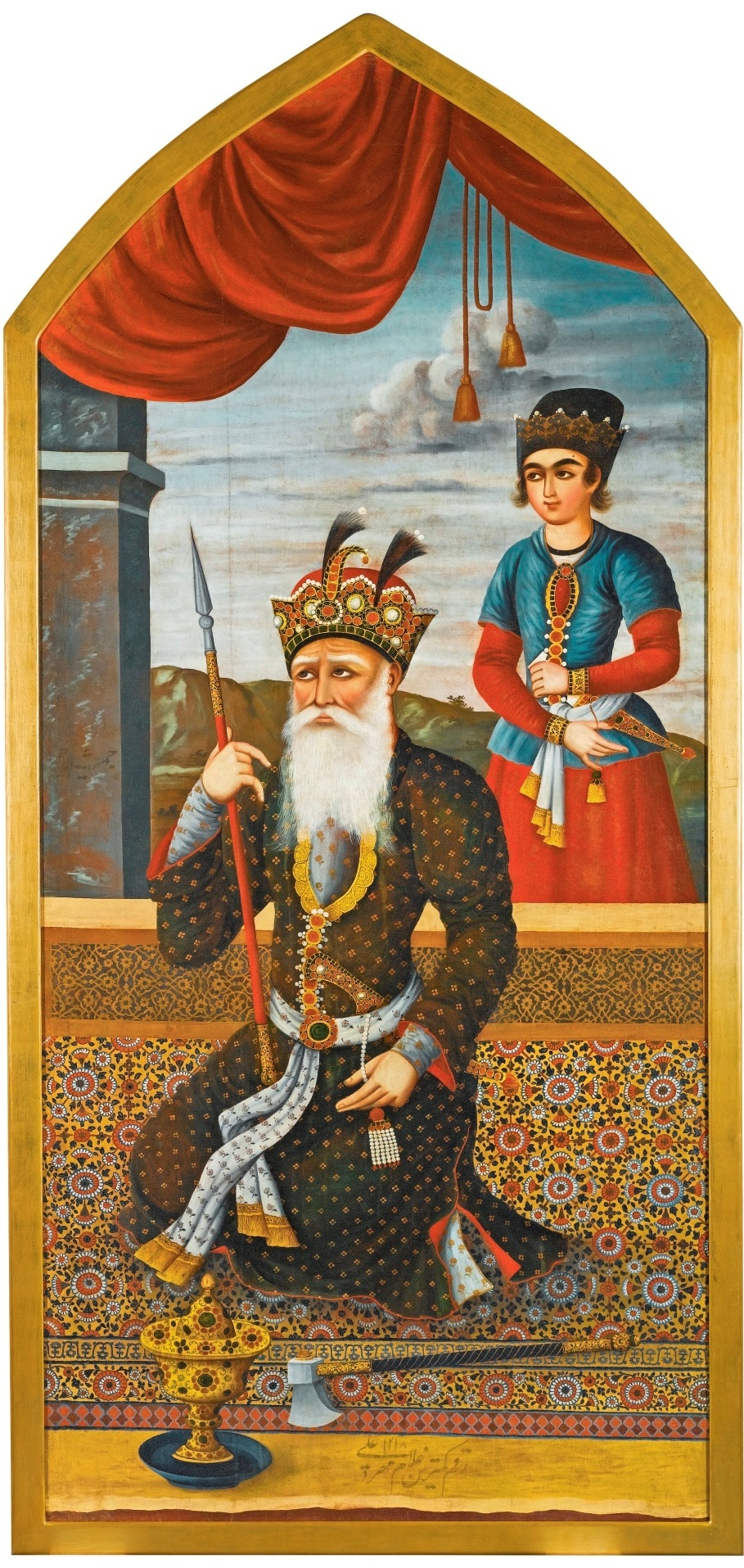
Портрет царя Джамшида, 1803, Аукцион Сотбис.